# 215
| [ Edytuj tabelę ] |                        |
| Cesarz Chin       | - 189 Han Xiandi 220   |
| Władca Korei      | - 197 Sansang 227      |
| Papież            | - 199 Zefiryn 217      |
| Król Partów       | - 208 Wologazes VI 228 |
| Cesarz Rzymu      | - 211 Karakalla 217    |

Rok 215 / CCXV
stulecia: II wiek ~
III wiek ~
IV wiek

lata: 205 «
210 «
211 «
212 «
213 «
214 «
215
» 216
» 217
» 218
» 219
» 220
» 225

## Wydarzenia
- Cao Jie została cesarzową chińską jako druga żona Han Xiandi.
- Wyprawa Karakalli przeciw Partom.